# Kababina
Kababina là một chi nhện trong họ Stiphidiidae.